# 箕面市立文化芸能劇場
箕面市立文化芸能劇場（みのおしりつぶんかげいのうげきじょう、英: Minoh Theatre for The Performing Arts）は、大阪府箕面市船場東3丁目にある芸術施設。

## 概要
北大阪急行電鉄南北線の箕面市延伸に際した再開発事業の一環として、約138億円の総事業費をかけ、2021年（令和3年）5月に開館した。箕面市立船場図書館・船場生涯学習センター・箕面船場駐車場が複合した建物のうち、1 - 4階部分に劇場が入居する形をとり、箕面市立船場広場・箕面船場第一駐輪場とも連続している。施設外観に施されている網目状のデザインは、繊維団地としての歴史を有する船場地域を象徴する繊維と、箕面市の市名の由来である農具の箕を表現したものである。
2025年（令和7年）5月1日より、東京建物とのネーミングライツ契約に基づいて、愛称を東京建物 Brillia HALL 箕面（とうきょうたてもの ブリリアホール みのお）とすることが決まった。

## 施設概要
- 開館時間：9時 - 22時
- 休館日：月曜日（祝日の場合は翌日）、年末年始（12月29日 - 1月3日）

### 大ホール
席数は1401席 (1階席935席、2階席466席・車椅子席5席含む）。プロセニアム形式をとるホールである。内装は、箕面大滝をモチーフとしており、水が落ちる様子が表現されている。

### 小ホール
席数は300席（車椅子席5席含む）。シューボックス型のホールである。
その他、リハーサル室を有する。

## 交通アクセス
鉄道
- 北大阪急行電鉄南北線 箕面船場阪大前駅 エントランスすぐ

## 周辺
- 箕面市立船場図書館（同一建物内・大阪大学附属図書館の外国学図書館と一体運用）
- 船場生涯学習センター（同一建物内）
- 箕面船場駐車場（同一建物内）
- 箕面市立船場広場（隣接）
- 箕面船場第一駐輪場（隣接）
- 大阪大学箕面キャンパス（外国語学部）
- 箕面船場阪大前駅
- 大阪船場繊維卸商団地